# Isola Sant'Antonio
Isola Sant'Antonio là một đô thị ở tỉnh Alessandria trong vùng Piedmont của Italia, có vị trí cách khoảng 90 km về phía đông của Torino và khoảng 20 km về phía đông bắc của Alessandria. Tại thời điểm ngày 31 tháng 12 năm 2004, đô thị này có dân số 754 người và diện tích là 23,9 km².
Isola Sant'Antonio giáp các đô thị: Alluvioni Cambiò, Alzano Scrivia, Bassignana, Casei Gerola, Castelnuovo Scrivia, Cornale, Gambarana, Guazzora, Mezzana Bigli, Molino dei Torti, Pieve del Cairo, và Sale.